# Haty-a
Ḥaty-a era grado militare e titolo nobiliare dell'Antico Egitto, assegnato a principi, sindaci e/o governatori locali.
Non esiste una traduzione standard del lemma ed è spesso lasciato traslitterato nella letteratura accademica. Nelle liste ufficiali di titoli, Ḥaty-a appare più spesso tra i titoli iry-pat e khetemty-bity (guardasigilli reale) ed era quindi un segno di uno status sociale estremamente elevato nella classifica dei funzionari nell'antico Egitto. Con valenza di sindaco, il titolo spesso si trova da solo nell'iscrizione davanti al nome ma era anche spesso combinato con i titoli di sorvegliante dei sacerdoti o di sorvegliante della casa del dio, a indicare che i governatori locali erano anche a capo delle questioni religiose locali.